# Nikolái Roslavets
Nikolái Andréyevich Róslavets (en ruso: Никола́й Андре́евич Ро́славец; 5 de enero de 1881, Surazh, gobernación de Chernígov, Imperio ruso - 23 de agosto de 1944, Moscú, URSS) fue un músico ruso.

## Biografía
Proveniente de una familia rural, Róslavets fue inicialmente un músico autodidacta. Luego estudió en Kursk y más tarde en el Conservatorio de Moscú (1902-1912). Se graduó con una cantata basada en Byron y que revela que sus modelos en esa época eran los impresionistas franceses.
En dos canciones de fines de 1913 obtuvo un nuevo ordenamiento armónico que no era diatónico y al que él mismo se refirió como técnica de acorde sintético. Hay ciertos paralelos con la armonía de Scriabin, pero el sistema de Róslavets es independiente.
Desarrolló la técnica en miniaturas para piano y hacia 1915 la había convertido en un sistema dodecafónico que abarcaba conceptos del serialismo y simetría. En el Concierto para violín (1925) agregó el principio de grupos de alturas complementarias que formaba series de 12 notas. Este sistema se parecía al de Schoenberg a pesar de que Róslavets no conoció las teorías de este último hasta 1925.
En la década de 1920, fue uno de los líderes de la vida musical rusa. Temporalmente fue inspector del Conservatorio de Járkov y luego trabajó en la editora musical estatal de Moscú, fue editor del periódico Cultura Musical y hasta 1929 perteneció al directorio de la Asociación para la Música Contemporánea. Escribió la primera introducción rusa sobre Pierrot Lunaire pero sus artículos entraron en conflicto con la Asociación de Músicos Proletarios de Rusia.
Róslavets proporcionó una defensa marxista de una estética de “positivismo musical” opuesta a la idea de una cualidad emocional definible objetivamente. El acto creativo era un momento en el que se ejercía el intelecto humano al más alto nivel, donde se buscaba la realización del subconsciente como algo consciente y una música basada en nuevos sistemas de organización tonal. Por un tiempo durante los 30, trabajó en Tashkent pero después desapareció su nombre de los diccionarios y programas de concierto.

## Algunas selectas obras
Escena:
- "Pajta" (Пахта, Algodón), ballet-pantomima (1931–32)

Vocal:
- Heaven and Earth, misterio por Byron (1912)
- On the Earth’s Death, poema sinfónico luego de Jules Laforgue (antes de 1919) - barítono, coro y orquesta; perdido
- October, con versos de Vasili Aleksándrovski, Vladímir Kiríllov, Serguéi Obradóvich — mezzo-soprano, cantata, coro mezcla y orquesta (1927)
- Komsomóliya, poema sinfónico—mezcla y coro + orquesta (1928), ed. de Marina Lobanova; Schott ED 8256
- Black Town, poema sinfónico con versos de Aleksandr Zhárov—bajo, coro y orquesta (1929?), perdido
- To Mayakovsky’s Death (14. IV. 1930) con versos de Pimen Pánchenko—bajo y orquesta (1930)

Para voz y piano:
- 3 Vols. ed. por Marina Lobanova,  Schott Music International; Schott ED 8435, 8436, 8437

Orquestal:
- Symphony in C minor (1910), ed. por Marina Lobanova; Kompositor Internationa 51585
- In the Hours of the New Moon, poema sinfónico presumiblemente luego de Jules Laforgue (aprox. 1912-13); reconstruido y ed. por Marina Lobánova; Schott ED 8107
- The Man and the Sea, poema sinfónico luego de Baudelaire (1921), perdido
- Violin Concerto No.1 (1925); Schott ED 7823 (score); Schott ED 7824 (violin y piano)
- Violin Concerto No.2 (1936), ed. por Marina Lobánova; Kompositor International 52700;

Música de cámara:
- Sinfonía de cámara para 18 ejecutantes (1934–35), ed. por M. Lobánova; Kompositor International 51581
- Nocturne para arpa, oboe, 2 violas y chelo (1913); Schott ED 8129
- 5 String Quartets: 1913 (Schott ED 8126); perdido; 1920 (Schott ED 8027); 1939 (sin partitura completa); 1941 (Schott ED 8128)
- 5 Piano Trios: perdido; 1920 (reconstruido y ed. por M. Lobanova; Schott ED 8059); 1921 (Schott ED 8035); 1927 (identificado y ed. por M. Lobanova; Schott ED 8036); perdido

Violín y piano:
- 6 Sonatas: 1913; 1917 (reconstruido y ed. por M. Lobanova; Schott ED 8043); perdido; 1920 (Schott ED 8044); 1922-23 (perdido); 1930s (identificado y ed. por M. Lobanova; Schott ED 8431)
- Trois poèmes: Poéme doleureuex, Poème lyrique, Poème (1909–10); Schott (en preparación)
- Poème lyrique (1910s); Schott (en preparación)
- Poème (1915); Schott ED 8261
- Three Dances (1923); Schott ED 8261
- Seven Pieces in first position" (1930s); Schott VLB 131
- Invention and Nocturne (1935); Schott (en preparación)
- 24 Preludios (1941–42); Schott ED 7940

Viola y piano:
- Sonata N.º 1 (1926); reconstruido y ed. por M. Lobanova; Schott ED 8177
- Sonata N.º 2 (1930s); ed. por M. Lobanova; Schott ED 8178

Cello y piano
- Dance of the White Girls (1912), ed. por M. Lobanova; Schott ED 8045
- Meditation (1921)
- Sonata N.º 1 (1921); Schott ED 8038
- Sonata N.º 2 (1921–1922), ed. por M. Lobanova; Schott ED 8039

Música para piano:
- Three Etudes (1914); Schott ED 7907
- Three Compositions (1914); Schott ED 7907
- Two Compositions (1915); Schott ED 7907
- Prelude (1915); Schott ED 7907
- 6 Piano Sonatas: 1914 (Schott ED 7941); 1916, reconstruidas por Eduard Babasyan (Schott 8391) perdido; 1923 (perdido); 1923 (Schott ED 8392); 1928 (no completado)
- Berceuse (1919); Schott (en preparación)
- Danse (1919); Schott (en preparación)
- Valse (1919), reconstruido por M. Lobanova; Schott (en preparación)
- Prelude (1919 o 1921), reconstruido por M. Lobanova; Schott (en preparación)
- Four Compositions (1919–1921): Prélude (perdido); Poème; Prélude (perdido); Prélude; Schott (en preparación)
- Five Preludes (1919–22); Schott ED 7907
- Two Poems (1920); Schott ED 7907

## Literatura
- Gojowy D. N. A. Roslavec, ein früher Zwölftonkomponist. "Die Musikforschung" 22 (1969), pp. 22-38
- Gojowy D. Sowjetische Avantgardisten. Musik und Bildung 1969, pp. 537-542
- Slonimsky N. Music since 1900. 4ª ed. N.Y. 1971
- Gojowy D. Neue sowjetische Musik der 20er Jahre. Laaber 1980
- Foreman, Lewis. "In Search of a Soviet Pioneer: Nikolai Roslavets", Tempo, New Series, N.º 135, (dic. 1980), pp. 27–29
- Lobanova M. L’eredità die N. A. R. ne campo della teoria musicale. "Musica/Realtà" 12 (1983), p. 41-64
- Wehrmeyer A. Studien zum russischen Musikdenken um 1920. Frankfurt/Main usw.: Peter Lang, 1991, pp. 139ff
- Gojowy D. Sinowi Borissowitsch im Keller entdeckt. Sowjetische Musikwissenschaft in der Perestrojka. "Das Orchester" 39 (1991), H. 11, pp. 1224
- Gojowy D. Wiederentdeckte Vergangenheit. Die russisch-sowjetische Avantgarde der 10er und 20er Jahre rehabilitiert? En: Neue Musik im politischen Wandel. Veröffentlichungen des Darmstädter Instituts für Neue Musik und musikalische Erziehung, vol. 32. Mainz, 1991, pp. 9-22.
- "Internationale Musik-Festivals Heidelberg 1991 und 1992. Russische Avantgarde. Musikavantgarde im Osten Europas. Dokumentation – Kongressbericht ". Heidelberg, 1992.
- McKnight Ch. Nikolaj Roslavets. Diss. Cornell Univ., Ithaca/N.Y. 1994
- Lobanova M. Nikolaj Roslawez. Biographie eines Künstlers—Legende, Lüge, Wahrheit. "Visionen und Aufbrüche. Zur Krise der modernen Musik 1908-1933". Hrsg. von W. Gruhn u.a. Kassel 1994, pp. 45-62
- Lobanova M. Der Fall Nikolaj Roslawez. "Die Neue Zeitschrift für Musik" 1995, N.º 1; pp. 40-43
- Lobanova M. Nikolaj Roslavetz—Ein Schicksal unter der Diktatur. "Verfemte Musik. Komponisten in den Diktaturen unseres Jahrhunderts. Dokumentation des Kolloquiums vom 9.-12, enero de 1993 en Dresden". Eds. von J. Braun, H. T. Hoffmann und V. Karbusicky. Frankfurt/Main usw.: Peter Lang, 1995, pp. 159-176; 2. Auflage: 1998
- Lobanova M. Nikolaj Andreevič Roslavec und die Kultur seiner Zeit. Mit einem Vorwort von György Ligeti. Frankfurt/Main usw.: Peter Lang, 1997
- Hakobian, Levon, Music of the Soviet Age 1917-1987, Stockholm 1998 ISBN 91-972133-4-9
- Roslawez N. "Pierrot lunaire" von Arnold Schönberg. Übersetzung, Einleitung (Roslawez und Schönberg) und Kommentar von Marina Lobanova. In: Dissonanz, 61/1999, pp. 22-27
- Hust Chr. Tonalitätskonstruktion in den Klaviersonaten von N. A. Roslavec. "Die Musikforschung" 54 (2001), pp. 429-437
- Lobanova M. „Das neue System der Tonorganisation" von Nikolaj Andreevič Roslavec. "Die Musikforschung" 54 (2001), pp. 400-428
- Lobanova M. Nicolaj Roslavec und sein tragisches Erbe. "Musikgeschichte in Mittel- und Osteuropa. Mitteilungen der internationalen Arbeitsgemeinschaft an der Universität Leipzig", H. 10. Leipzig 2005, pp. 241-272
- Lobanova M. Mystiker • Magier • Theosoph • Theurg: Alexander Skrjabin und seine Zeit. Hamburg 2004
- Gojowy D. Musikstunden. Beobachtungen, Verfolgungen und Chroniken neuer Tonkunst. Colonia 2008
- Die Musik in Geschichte und Gegenwart